# Eurofluvioviridavis robustipes
L'eurofluvioviridave (Eurofluvioviridavis robustipes) è un uccello estinto di incerta classificazione. Visse nell'Eocene medio (circa 48 milioni di anni fa) e i suoi resti sono stati ritrovati in Germania, nel ben noto pozzo di Messel.

## Descrizione
Questo uccello doveva assomigliare abbastanza all'odierno guaciaro (Steatornis caripensis), ma possedeva numerose caratteristiche che lo distinguevano dalla forma attuale. Il becco, in particolare, era lungo e piatto, simile a quello dei pigliamosche (Muscicapidae), al contrario di quello leggermente uncinato del guaciaro. Le zampe, inoltre, erano estremamente corte, con dita eccezionalmente robuste (da qui l'epiteto specifico). In generale, il piano corporeo di questo animale sembra essere stato un miscuglio di caratteristiche che si ritrovano in vari ordini di uccelli odierni.

## Classificazione
Questa forma è stata descritta da alcuni resti provenienti dal giacimento di Messel, in precedenza attribuiti con qualche dubbio alla forma americana Fluvioviridavis. Nel 2005 Mayr ridescrisse i resti e li attribuì a un nuovo genere, distinto dal precedente principalmente per la morfologia delle zampe (dalle dita notevolmente più forti). Questa caratteristica indica che le due forme, benché strettamente imparentate, occupavano differenti nicchie ecologiche. La famiglia Fluvioviridavidae, ecologicamente diversificata nel corso dell'Eocene, non è di facile classificazione, ma alcune somiglianze possono essere notate con l'ordine dei caprimulgiformi.
Uno studio successivo (Nesbitt et al., 2011), basato su nuovi esemplari di Fluvioviridavis, ha portato alla conclusione che questo uccello era un rappresentante basale dei podargiformi (Podargiformes). Secondo lo studio di Nesbitt e colleghi, inoltre, Eurofluvioviridavis non sarebbe strettamente imparentato con la forma nordamericana; il più stretto parente di Fluvioviridavis potrebbe essere invece un altro uccello proveniente dal giacimento di Messel, Masillapodargus.